# Кёлер, Егор Егорович
Ге́нрих Карл Эрнст (Его́р Его́рович) Кёлер (нем. Heinrich Karl Ernst Köhler; 1765—1837/1838) — историк, археолог, нумизмат немецкого происхождения. Действительный статский советник, член Академии наук.

## Биография
Родился в Вексельбурге, в Саксонии 13 августа 1765 года (по другим сведениям — 6 сентября 1765 года). Учился сначала в Виттенберге, затем с 1787 года изучал в Лейпциге юридические науки. Самостоятельно изучал, заинтересовавшие его, классическую филологию и историю искусств.
В России находился с 1790 года, когда прибыл в Петербург в качестве домашнего учителя в семействе купца Кауфмана Овандера. В 1794 году напечатал в издании Буссе «Journal von Russland» две статьи: «Ueber das Kaiserliche Museum zu Zarskoe-Selo» и «Bemerkungen über die Russisch-Kaiserliche Sammlung von geschnittenen Steinen», в которых обнаружил свои обширные познания по части античного искусства. И, благодаря им, в 1795 году был принят на службу в библиотеку Эрмитажа; с 1797 года был директором 1-го отделения и хранителем коллекции гемм и кабинета медалей.
Был избран член-корреспондентом (13.04.1803), а затем — ординарным академиком (03.09.1817) Академии наук. Кроме этого, он состоял почетным членом Академии художеств, членом академий: Берлинской, Мюнхенской, Стокгольмской, Римской, Венской и нескольких учёных обществ за границей.
В 1804 году совершил археологическое путешествие по Крыму, где изучал памятники и предметы древности в Херсонесе и других местах. В 1817—1819 гг. совершил продолжительное путешествие по Германии, Франции и Италии, осматривал музеи и изучал художественные коллекции. В 1821 году предпринял второе путешествие в Крым и представил записку о необходимости и способах охраны предметов древности в Крыму.
Монографии Кёлера о древностях, особенно медалях и геммах, печатались в актах академии и отдельными брошюрами и изданы академией под редакцией Стефани («Köhlers Schriften», 1850—1853). Кёлер составил собрание серных оттисков с греческих и римских монет из 10111 экземпляров, превосходившее, таким образом, известное Мионеттовское собрание оттисков; оно было приобретено графом С. Г. Строгановым для мюнцкабинета Московского университета.
Умер в Санкт-Петербурге, по одним данным — 27 декабря 1837 (8 января 1838) года, по другим — 22 января 1838 года.

## Семья
Жена — дочь М. М. Брискорна, София (?—1834). Их сыновья:
- Василий (1802—1864)[2]
- Дмитрий (1806—1839)[3]

Внучка — Софья Кёлер (1829 — после 1907), русская писательница.